# Малёванка (Хмельницкая область)
Малёванка (укр. Мальованка) — село в Шепетовском районе Хмельницкой области Украины.
Население по переписи 2001 года составляло 139 человек. Почтовый индекс — 30437. Телефонный код — 3840. Занимает площадь 140 км². Код КОАТУУ — 6825585603.

## География
На северо-восточной окраине села берёт начало речка Цмовка.

## Местный совет
30437, Хмельницкая обл., Шепетовский р-н, с. Новичи